# Microchadisra angustipennis
Microchadisra angustipennis är en fjärilsart som beskrevs av Sergius G. Kiriakoff 1960. Microchadisra angustipennis ingår i släktet Microchadisra och familjen tandspinnare. Inga underarter finns listade i Catalogue of Life.